# Андреево (деревня, Ленинградская область)
Андре́ево — деревня в Глажевском сельском поселении Киришского района Ленинградской области.

## История
Деревня Андреева упоминается на карте Санкт-Петербургской губернии 1792 года А. М. Вильбрехта.
Деревня Андреева обозначена на карте Санкт-Петербургской губернии Ф. Ф. Шуберта 1834 года.

АНДРЕЕВО — деревня принадлежит подполковнику Зеленину, коллежской советнице Дрейер и майорше Галиновской, число жителей по ревизии: 16 м. п., 17 ж. п. (1838 год)

Как деревня Андреева она обозначена на специальной карте западной части России Ф. Ф. Шуберта 1844 года.

АНДРЕЕВА — деревня разных владельцев по просёлочной дороге, число дворов — 7, число душ — 12 м. п. (1856 год)

АНДРЕЕВА — деревня владельческая при реке Оломне, число дворов — 7, число жителей: 32 м. п., 32 ж. п.; Часовня православная. (1862 год)

В 1885—1886 годах временнообязанные крестьяне деревни выкупили свои земельные наделы у Н. В. Ванифатьева и стали собственниками земли.
Согласно материалам по статистике народного хозяйства Новоладожского уезда 1891 года имение при селении Андреевка принадлежало мещанину И. В. Паршукову, другое имение — Оснички принадлежало дворянке А. Ф. Кильчевской, оба имения были приобретены до 1868 года.
В конце XIX — начале XX века деревня административно относилась к Солецкой волости 5-го земского участка 1-го стана Новоладожского уезда Санкт-Петербургской губернии.
По данным «Памятной книжки Санкт-Петербургской губернии» за 1905 год деревня Андреево входила в состав Осничковского сельского общества.

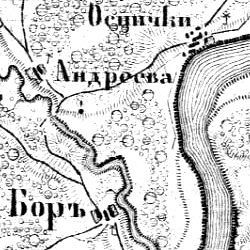
Деревня Андреево на карте 1915 года

Согласно карте Петроградской и Новгородской губерний 1915 года деревня называлась Андреева, в деревне была ветряная мельница.
С 1917 по 1923 год деревня Андреево входила в состав Боровского сельсовета Солецкой волости Новоладожского уезда.
С 1923 года в составе Богольницкого сельсовета Глажевской волости Волховского уезда.
С 1924 года в составе Андреевского сельсовета.
Согласно данным переписи населения СССР 1926 года в деревне Андреево Андреевского сельсовета Глажевской волости Волховского уезда проживали 148 человек — все русские.
С августа 1927 года деревня Андреево являлась административным центром Андреевского района.
С сентября 1931 года в составе Киришского района.
Согласно карте Ленинградской области Северо-западного аэрогеодезического треста ГГУ издания 1932 года деревня насчитывала 11 крестьянских дворов. В деревне находилась почтово-телеграфная контора.
По данным 1933 года деревня Андреево являлась административным центром  Андреевского сельсовета Киришского района, в который входили 11 населённых пунктов; деревни Андреево, Богольник, Бор, Дублево, Находы, Оснички, Тихорицы, Шологино, посёлки Луки, Пролетарский и хутор 1-го Мая, общей численностью населения 1900 человек.
По данным 1936 года в состав Андреевского сельсовета входили 17 населённых пунктов, 474 хозяйства и 8 колхозов.

План деревни Андреево. 1937 год

Согласно топографической карте РККА 1937 года деревня насчитывала 32 крестьянских двора. В деревне находились: школа, сельсовет и почтовое отделение. В деревне был организован колхоз «Новое Андреево».
Согласно переписи населения СССР 1939 года в деревне Андреево проживали 71 мужчина и 74 женщины, всего 145 человек.
В 1961 году население деревни Андреево составляло 201 человек.
С 1963 года в составе Волховского района.
С 1965 года вновь составе Киришского района. В 1965 году население деревни Андреево составляло 175 человек.
По данным 1966 года деревня Андреево входила в состав Андреевского сельсовета, административным центром сельсовета был посёлок при станции Андреево.
По данным 1973 года деревня Андреево входила в состав и являлась административным центром Андреевского сельсовета.
По данным 1990 года деревня Андреево входила в состав Глажевского сельсовета.
В 1997 году в деревне Андреево Глажевской волости проживали 44 человека, в 2002 году — 33 (все русские).
В 2007 году в деревне Андреево Глажевского СП проживал 45 человек, в 2010 году — 28.

## География
Деревня расположена в западной части района на автодороге 41К-555 (подъезд к дер. Андреево), к западу от автодороги 41А-006 (Зуево — Новая Ладога).
Расстояние до административного центра поселения — 18 км. Расстояние до районного центра — 16 км.
Расстояние до ближайшей железнодорожной станции Андреево — 1 км.
Деревня находится на левом берегу реки Оломна.

## Демография
| 1838 | 1862 | 1961 | 1965 | 1997 | 2002 | 2007 |
| ---- | ---- | ---- | ---- | ---- | ---- | ---- |
| 33   | ↗64  | ↗201 | ↘175 | ↘44  | ↘33  | ↗45  |
| 2010 | 2017 |      |      |      |      |      |
| ↘28  | ↗53  |      |      |      |      |      |

### Национальный состав
Согласно данным Всероссийской переписи населения 2021 года в деревне проживали 42 человека, из них:
 русские — 40, двое человек национальность не указали.